# Au (Vorarlbersko)
Au (alemansky Ou) je turisticky oblíbená rakouská obec s 1802 obyvateli (k 1. ledna 2022 ) v okrese Bregenz ve spolkové zemi Vorarlbersko.

## Geografie
Au se nachází v nejzápadnější spolkové zemi Rakouska, Vorarlbersku, v okrese Bregenz v zadní části Bregenzského lesa asi 500 km od hlavního města Vídně.

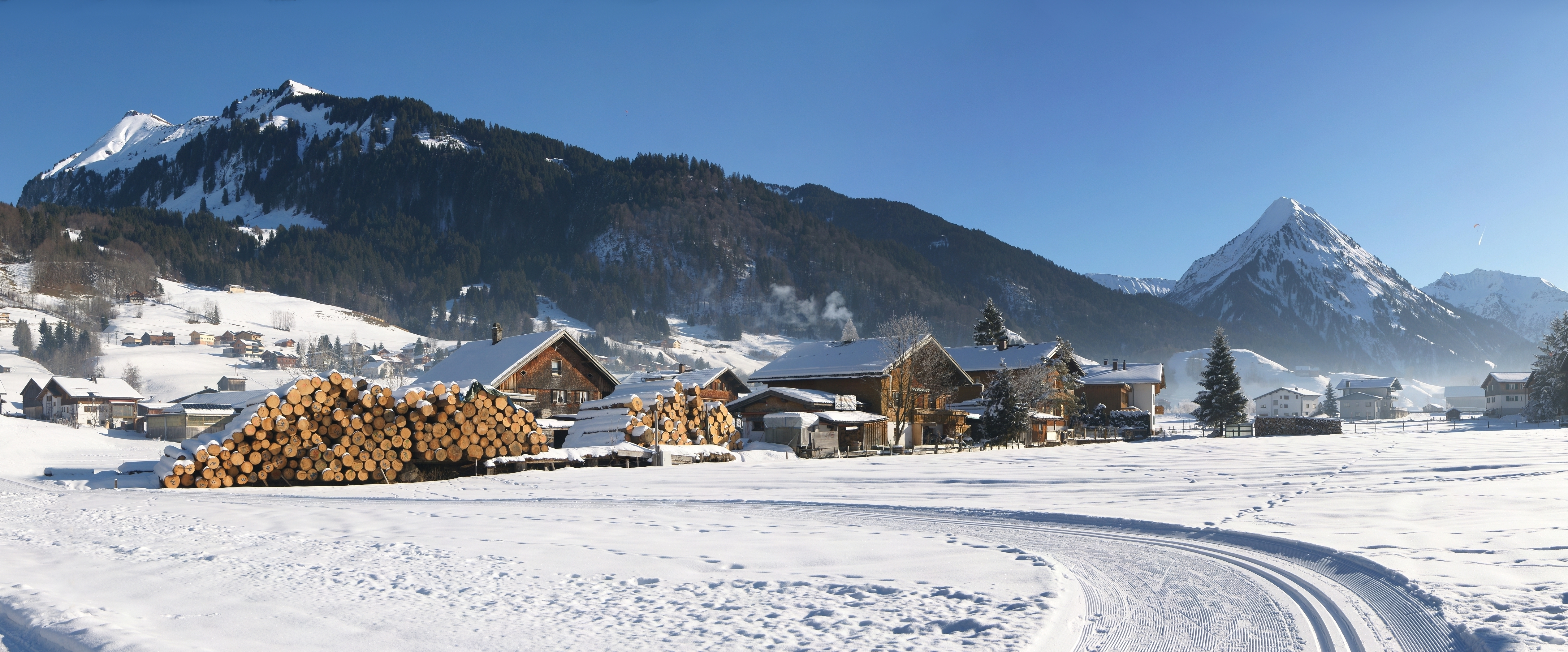
Hory dominují krajině kolem obce

Spolu s obcí Schoppernau leží v hlubokém údolí na horním toku řeky Bregenzer Ach v místě, kde řeka opouští strmé svahy hor Mohnenfluh a Braunarlspitze. Údolí, kde obec leží, je dále vymezeno strmou horou Üntschenspitze, lyžařskou a turistickou horou Diedamskopf, a vápencovými a strmými velikány, kterými jsou Hochkünzelspitze, Zitterklapfen, Annalper Stecken a Kanisfluh. Všechny tyto hory vytvářejí charakteristickou siluetu, která neodmyslitelně patří k obci. Mírné svahy a zvlnění terénu na dně údolí svědčí o proměnách, kterými prošla alpská krajina v době ledové, kdy se ledovec táhl od vrcholu Arlberského průsmyku až k Bodamskému jezeru. Voda, která vyvěrá vysoko v horách, tvoří v okolí obce stékající bystřiny, soutěsky a vodopády. 40,0 % plochy obce je zalesněno a 34,4 % tvoří alpské louky.

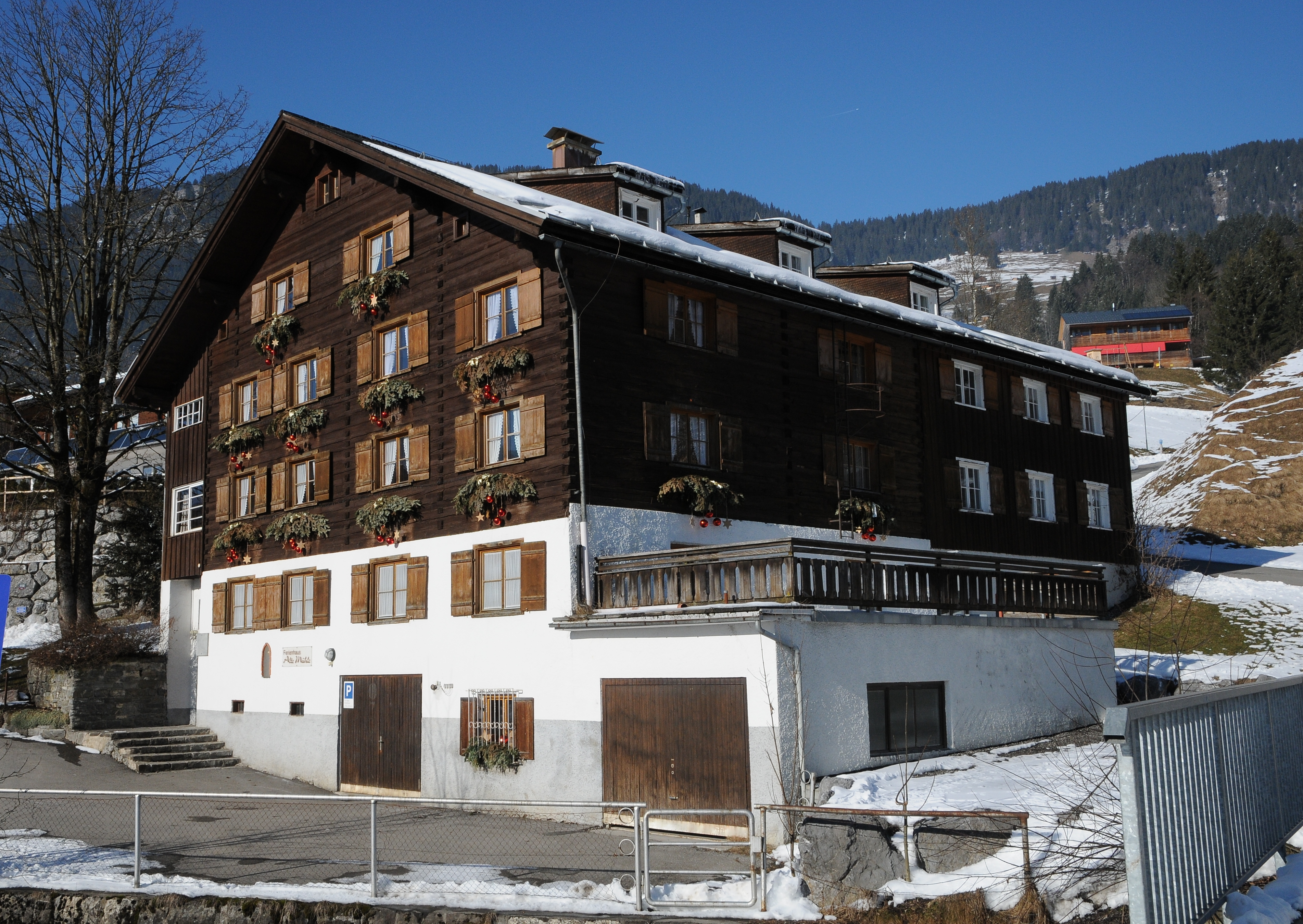
Tradiční horská architektura přitahuje do Au tisíce turistů ročně

Vzhled obce dokresluje impozantní selská architektura Bregenzského lesa, hospodářská stavení pokrytá šindelem spojující obytné prostory, stáj a mlat pod jednou střechou. Ústředním bodem každé osady v obci však zůstává kostelní věž. Vnitřní uspořádání vesnických kostelů připomíná barokní tradici stavitelských rodů Beer, Moosbrugger a Thumb, jejichž vliv se v 17. století rozšířil do Švýcarska, Německa a Alsaska.
Moderní regionální architektura z dřevěných prvků podtrhuje kouzlo obce. Obytné domy a průmyslové stavby se vyznačují jednoduchostí linií, kombinací dřeva s moderními stavebními materiály, jejich svítivostí, vysokou kvalitou řemeslného zpracování a ekologickým cítěním.

### Členění obce
Samotná obec se liší od většiny ostatních obcí v této oblasti, protože nemá žádné skutečné centrum. Au je tak příkladem „rozptýlené vesnice“ (německy Streudorf). Skládá se z několika menších částí: Am Stein, Argenau, Argenstein, Argenzipfel, Halde, Jaghausen, Kreuzgasse, Lebernau, Leue, Lugen, Lisse, Mühle, Neudorf, Neugrund, Rehmen, Schrecken Wieden.
Obecní úřad se nachází v Argenau, ale farní kostel se nachází v Jaghausenu. Rehmen má také svůj vlastní kostel.
Řeka Bregenzer Ach, největší řeka v regionu, protéká obcí a rozděluje ji na dvě části: Jedna část se nazývá Schattseite (což znamená „stinná strana“) a skládá se z částí Argenau, Argenzipfel a Wieden; druhá část se nazývá Sonnseite (což znamená „sluneční strana“) a skládá se (převážně) z částí Rehmen a Schrecken. Podél řeky vede silnice L 200, která je páteřní silnicí skrze Bregenzský lese.
Pro úřední potřeby se obec zpravidla rozděluje na následující dvě osady (počet obyvatel v závorce k 1. lednu 2021):
- Au (1065)
- Rehmen (716)

### Sousední obce
Au sousedí s dalšími osmi vorarlberskými obcemi. Jedná se o obce Damüls, Mellau, Schnepfau, Bizau, Bezau, Schoppernau z okresu Bregenz a Sonntag a Fontanella z okresu Bludenz (vyjmenovány jsou ve směru hodinových ručiček, počínaje západem).
V Bregenzském lese je mnoho vesnic, jejichž jména končí na „au“. Tato přípona označuje louku či nivu v blízkosti bystřiny nebo řeky. Au a Schoppernau byly po několik staletí spojeny podobnou historií a vyvíjely se paralelně.

### Podnebí
Oblast kolem Au je téměř úplně pokryta vegetací. Průměrné klima panující na vrcholcích okolních hor se dá označit jako alpská tundra. Průměrná teplota je 0 °C. Nejteplejším měsícem je červenec s 12 °C a nejchladnějším lednem s −11 °C. Průměrné srážky jsou 1 730 milimetrů za rok. Nejdeštivější měsíc je červen s 211 milimetry srážek a nejdeštivější březen se 78 milimetry.

## Historie

### Dějiny obce

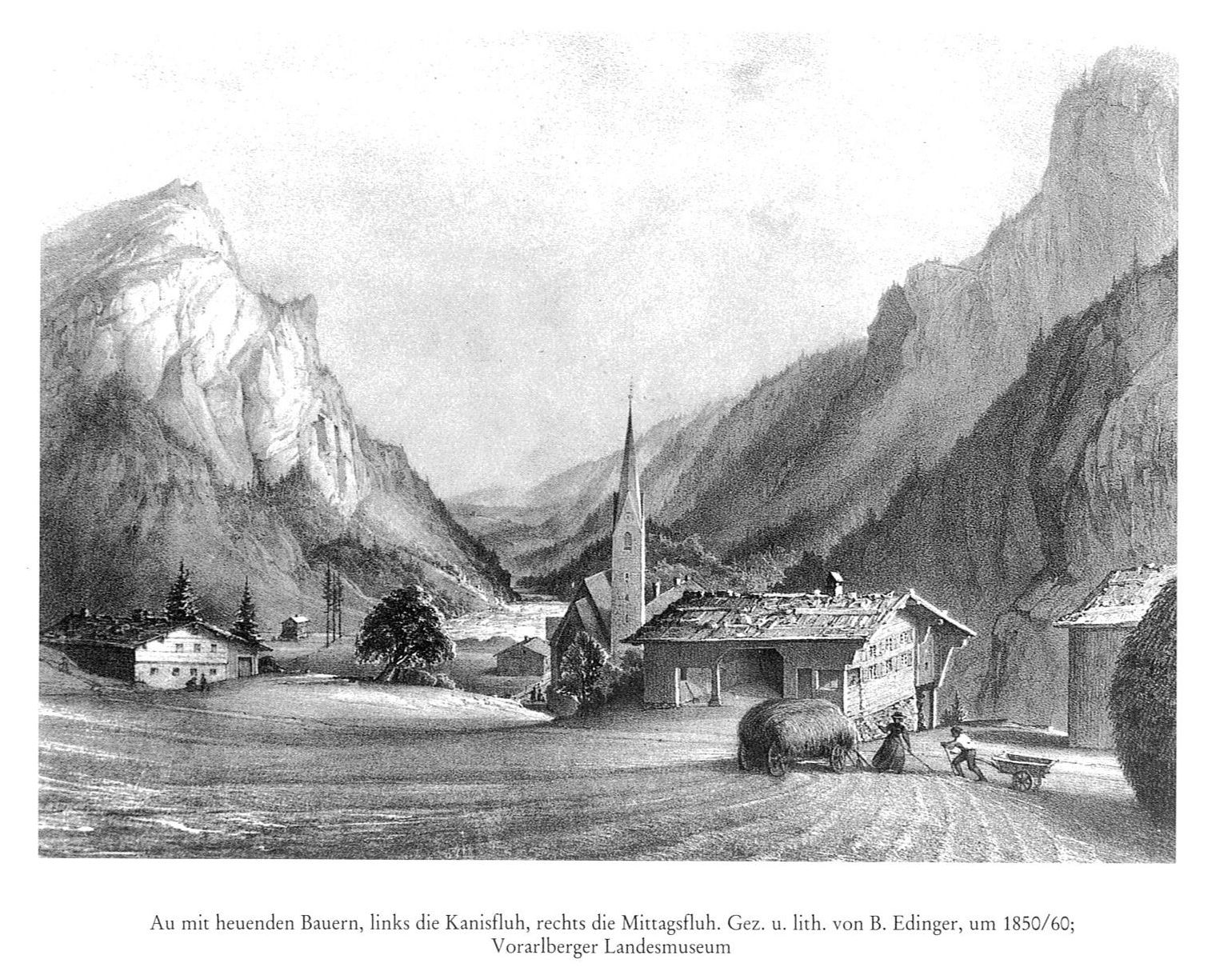
Pohled na Au a místní sedláky sklízející seno (kolem roku 1850/60)

První obyvatelé v oblasti Au byli Alamani, kteří většinou pocházeli z Vorarlberského údolí Rýna nebo z okolí Bregenzu. K trvalému osídlení mohlo dojít mezi lety 1200 a 1300, jelikož kaple v Jaghausenu byla slavnostně otevřena v roce 1372.
Území dnešní obce vlastnil král Rudolf I. Habsburský, který jej později postoupil hrabatům z Bregenzu-Montfortu. Hrabata z Feldkirchu-Montfortu následně získala oblast dědictvím a využívala ji k lovu. Právě v této době vznikl název „Jaghausen in den Owen“, neboť zde hrabata postavila svůj lovecký zámeček. V roce 1375 hrabě Hugo von Montfort prodal oblast zpět Habsburkům a došlo tak jejímu připojení k Rakousku.
Au bylo sídlem slavné stavitelské školy Auer Zunft (Auský cech), který byl z velké části zodpovědný za barokní architekturu v jižním Německu, Švýcarsku a Alsasku. V 17. století zde také působily stavitelské rody Thumb a Beer. Jejich architekti vytvořili svůj vlastní přístup k půdorysu kanonického kostela, označovaný jako „Vorarlberger Münsterschema“:
"Západní průčelí s dvojicí věží, mírně vystupující boční lodě, klenuté křížení, s bočními ochozy a galeriemi"
V listopadu 1762 došlo k velkému pádu skály zvané Korbschroffen, událost výrazně pozměnila místní krajinu.
Od roku 1805 do roku 1814 patřila obec Bavorsku, poté zpět Rakousku. Stará školní budova v Jaghausenu byla otevřena v roce 1825 a v roce 1850 byla postavena samostatná školní budova v Rehmenu. Au je součástí rakouské spolkové země Vorarlbersko již od oficiálního založení jejího zemského sněmu v roce 1861.
Od roku 1945 do roku 1955 byla obec součástí francouzské okupační zóny v Rakousku. Okupační síla v oblasti Au zahrnovala také mnoho marockých vojáků sloužících ve francouzské armádě.

## Kultura a památky

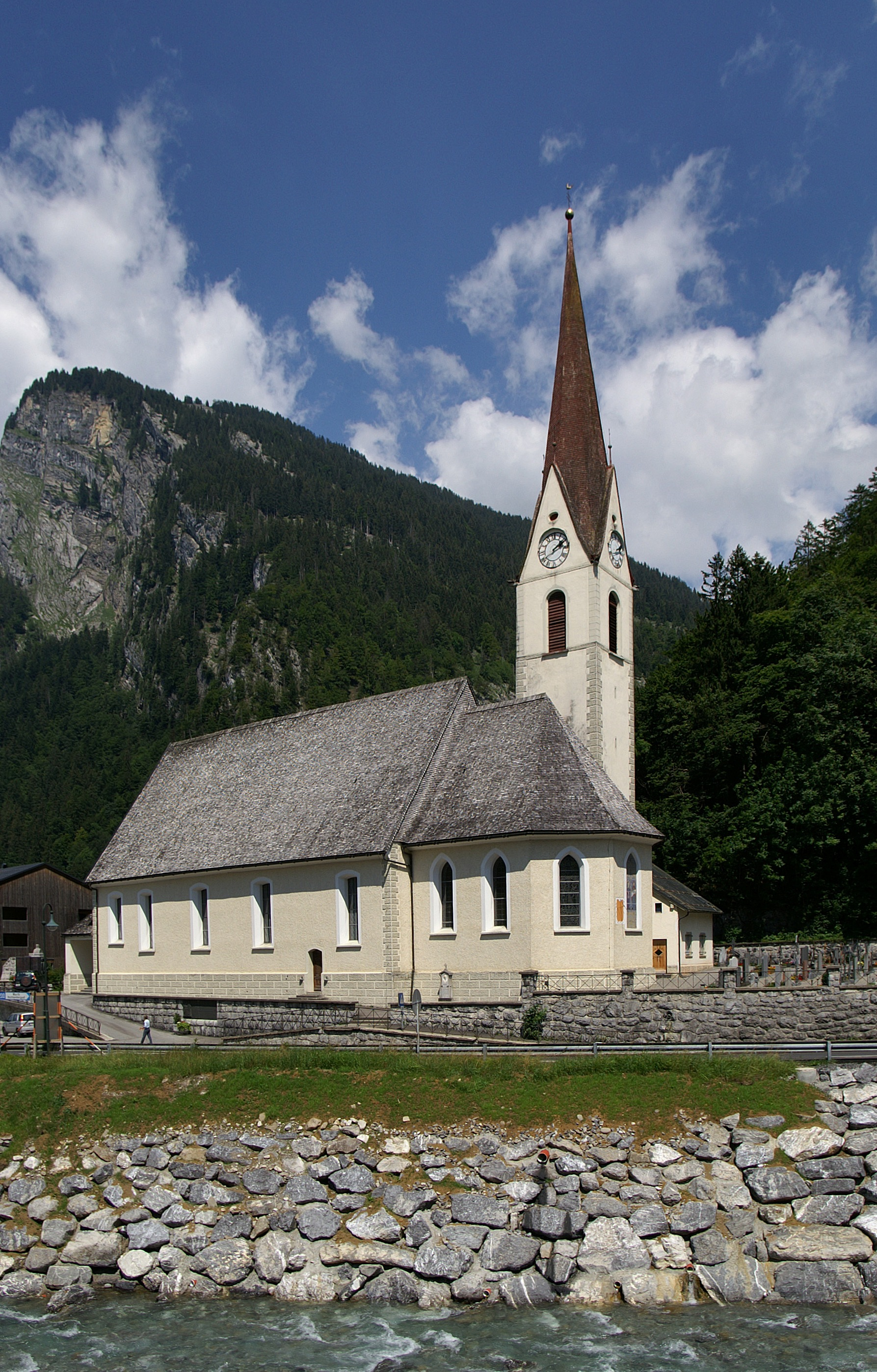
Kostel sv. Linharta

- Katolický farní kostel svatého Linharta: Farní kostel sv. Linharta je ze severovýchodu obklopen zděným hřbitovem. Postaven byl v gotickém slohu kolem roku 1390 na místě původní kaple (ta zde stála od roku 1372). V roce 1788 byl kostel rozšířen a upraven ve slohu barokním. V letech 1981 až 1983 byl kostel restaurován zevnitř i zvenčí. V roce 2008 byl renovován vnější povrch kostela včetně věže a hřbitovních zdí, a pokryt modřínovým šindelem (kromě východní strany). Věžní koule a věžní kříž byly čerstvě pozlaceny. Za vidění stojí především vyřezávaná kazatelna (18. století) a kamenická práce na levém bočním oltáři (1652, z místního mramoru). Hlavní oltář byl vytvořen kolem roku 1890 (umělecká rodina Bertle) a oltářní obraz „Dobrý pastýř“ je od Wendelina Moosbruggera (jeho otec Leopold Moosbrugger byl jedním z „Sýrových hrabat“ z Rehmenu). Na dveřích kostela je vorarlberský znak.
- Kurátský kostel Rehmen: Kostel byl postaven v roce 1664 vzápětí renovován na začátku 18. století. K jeho novému vysvěcení došlo v roce 1717. Rozšířen byl v roce 1934. Cibulová věž byla zrekonstruována v letech 1962 a 2012, a to včetně zvonice a zlaté koule. Za vidění stojí hlavní oltář (datovaný kolem roku 1700) a oltářní obraz „Svatá rodina“ taktéž od malíře Wendelina Moosbruggera z přelomu 18. a 19. století.
- Poutní kaple Panny Marie Sněžné v Argenu
- Poutní kaple Panny Marie v lese u Berngatu
- Přírodní rezervace Auer Ried a přírodní památka Wildflyschaufschlag Mitteltobelbach (Divoký flyšový výběžek Mitteltolbelbach) - jedná se o asi 70 metrů dlouhý skalní výběžek, kde scházejí různé horniny a kde lze jasně vidět rozhraní mezi různými geologickými jednotkami, které se vyskytují ve Vorarlbersku.

## Sport
Místní lyžařské středisko hostilo v roce 1974 rakouské mistrovství v alpském lyžování.

## Ekonomika a infrastruktura

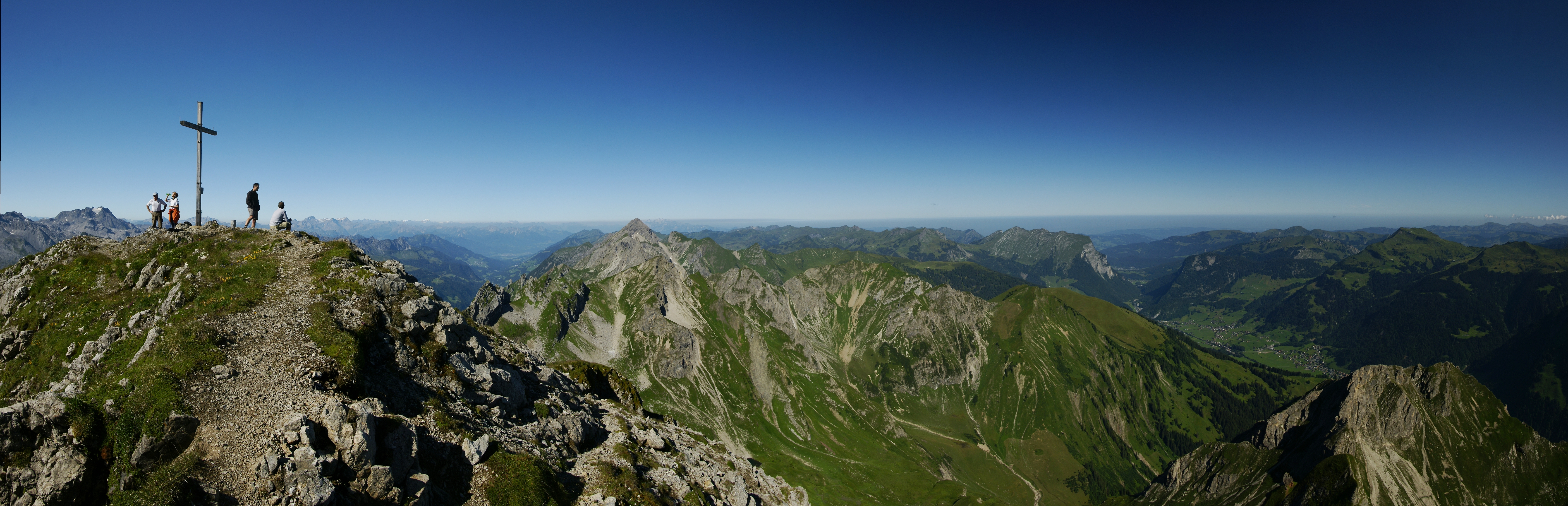
Vrchol Hochkünzelspitze (2397 m) s výhledem na Au. Vysokohorská turistika hraje v ekonomice obce zásadní roli.

V roce 2003 sídlilo v obci 58 obchodních společností s 349 zaměstnanci a 38 učni. Dani z příjmů podléhalo 709 zaměstnanců. Hlavním ekonomickým faktorem v Au je cestovní ruch. Mnoho soukromých domácností pronajímá pokoje nebo byty. Existuje několik hotelů, z nichž mnohé poskytují prostory pro speciální události nebo akce, např. wellness, sportovní aktivity a jízdy na motorce. V roce 2001/2002 bylo v obci celkem 191 173 přenocování. Zemědělství bylo dříve hlavním zdrojem příjmů pro vesnici, až do vzestupu cestovního ruchu.

### Doprava
Au prochází silnice L 200, tzv. Bregenzerwaldstraße. Ta se v Au kříží se silnicí L 193 Faschina Straße což je hlavní trasa do lyžařského střediska Damüls. Veřejnou dopravu tvoří autobusová linka č. 40, jezdící z Dornbirnu do Schoppernau. V zimě je pro lyžaře a místní obyvatele k dispozici také bezplatná skibusová doprava.

### Místní podniky
V průběhu 19. století ještě místní „Sýrová hrabata“ z rodu Moosbruggerů zajišťovala dodávky sýra do celé monarchie a Lombardie. Následně převzala štafetu v propagaci a prodeji vorarlberského alpského sýra (Alpkäse) a horského sýra (Bergkäse) družstevně organizovaná firma Alma (dnes Rupp AG) v Lochau. V osadě Rehmen je stále provozována její družstevní alpská mlékárna. Au má velké množství řemeslných podniků (stavební firmy, tesaři, stolaři, výrobci oken, dopravní firmy, klempíři, obkladači, instalatéři, elektrikáři, šindeláři, malíři, automechanici...).

### Vzdělání
- V Au je mateřská škola a dále jedna obecná a jedna střední škola, které mají dohromady 333 žáků (stav k lednu 2003). Žáci místní vorarlberské střední školy pocházejí nejen z Au ale také z nedalekých obcí Schoppernau, Schnepfau, Schröcken, Warth a Damüls.
- Vorarlberská SOS dětská vesnička byla založena v roce 1951 kaplanem Hugo Kleinbrodem v Au-Rehmen a koncem 70. let se přestěhovala do Bregenzu do čtvrti Kronhalde.

## Politika

### Obecní zastupitelstvo
Obecní zastupitelstvo Au se skládá z 18 členů, z nichž se všichni k místnímu politickému hnutí zvanému Auský seznam (Auer Liste - AL). De facto lze tvrdit, že v Au nyní probíhá "vláda jedné strany". Starostou obce, který je volen zastupitelstvem, je od roku 2013 Andreas Simma. Jeho funkce byla potvrzena občany v komunálních volbách v roce 2020. Volební účast činila 57,81 %.

### Obecní znak

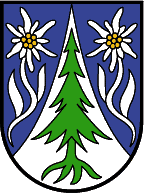
Au - obecní znak

Obci byl v roce udělen 1930 následující znak: Modrý štít s prohnutou stříbrnou špicí prostupující skrz. Špice je zakryta vzrostlou přirozenou vykořeněnou jedlí a doplněna stříbrným, zlatavě semenným protěžem na listnatém stonku.

## Významní rodáci

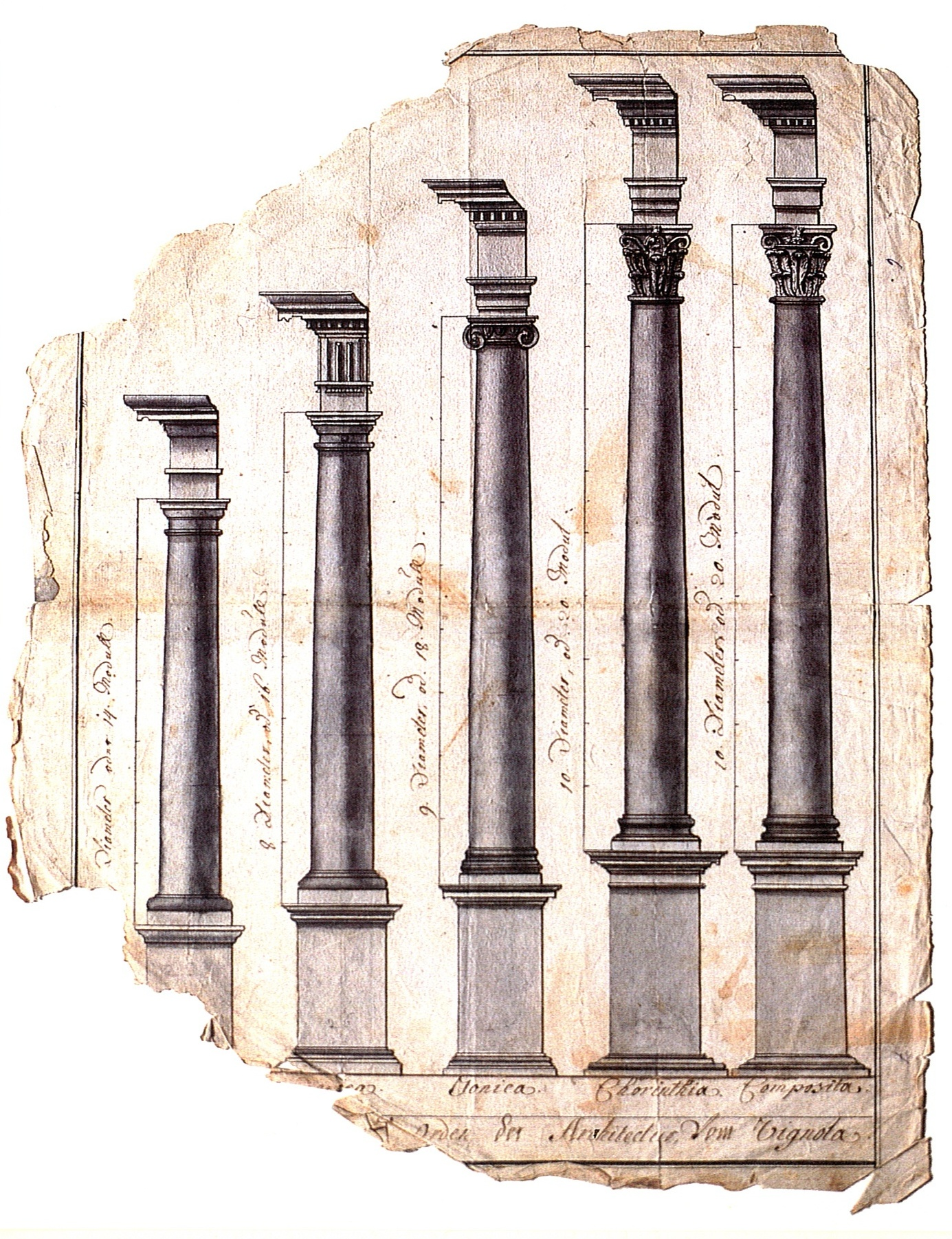
Vignolova Pravidla pěti řádů architektury, tak, jak byla zpodobněna v tzv. Auských kurzech Auského cechu kolem roku 1715

- Michael Beer (* 1605 v Au; † 1666 tamtéž), stavitelský mistr a zakladatel Auského cechu; otec Franze Beera
- Valerian Brenner (* 26. března 1652 v Au; † 27. dubna 1715 v Günzburgu), stavitel vorarlberského baroka
- Caspar Moosbrugger (* 1656 v Au; † 1723 v Einsiedelnu), Auský cech
- Franz Beer von Au (* 1659 v Au; † 17. května 1722 tamtéž), Auský cech
- Franz Beer von Bleichten (* 1660 v Au; † 1726 v Bezau), architekt Auského cechu, syn Michaela Beera
- Michael Thumb (* kolem 1640 v Au-Argenau; † 1690 v Bezau), vorarlberský stavební mistr z období baroka, otec Petera Thumba
- Hans Willam (* 1702 v Au; † 1784 v Sankt Peter (Bádensko-Württembersko)), zedník, polír a architekt, člen Auského cechu
- Johann Ferdinand Beer (* 1731 v Au; † 1789 tamtéž), stavební mistr
- Wendelin Moosbrugger (* 1760 v Au-Rehmen; † 1849 v Aarau ), portrétista a malíř miniatur
- Kaspar Moosbrugger (* 1830 v Au-Schrecken † 1917 v Nüziders), soudní adjunkt, spisovatel, zakladatel politické strany a švagr Franze Michaela Feldera (1839–1869).
- Kaspar Albrecht (* 1889 v Au-Rehmen; † 1970 tamtéž), architekt a sochař
- Natalie Beer (* 1903 v Au; † 1987 v Rankweilu), spisovatel
- Walter Lingg starší (* 1925 v Au; † 2000 ve Feldkirchu), hoteliér, politik a odborník na cestovní ruch
- Herbert Albrecht (* 1927 v Au-Rehmen; † 2021), sochař a profesor Českého vysokého učení technického v Praze
- Monika Helfer (* 1947 v Au), spisovatelka
- Kilian Albrecht (* 1973 v Au), lyžařský závodník
- Gigi Rüf (* 1981 v Au), snowboardista
- Mathias Moosbrugger (* 1982 v Au), historik a katolický teolog
- Jan Zwischenbrugger (* 1990 v Au), fotbalista